# SDSS J042348.57−041403.5
SDSS J042348.57−041403.5 (auch kurz SDSS 0423−0414) ist ein Doppelsystem bestehend aus zwei Braunen Zwergen im Sternbild Eridanus.
Das Objekt wurde 2002 von Geballe et al. durch Analyse von Daten des Sloan Digital Sky Survey (SDSS) seines Spektrums im nahen Infrarot als T0-Zwerg klassifiziert (aufgrund der starken H2O-Banden und schwacher Methan-Absorption bei 1,6 und 2,2 μm). Später gewonnene Spektren im sichtbaren Licht ergaben für das Objekt eine Zuordnung zur Spektralklasse L7.5 (z. B. Cruz et al. 2003). Schließlich gelang es Burgasser et al. durch Beobachtungen mit dem Hubble-Weltraumteleskop vom Juli 2004, das Objekt als Doppelsystem mit einem engen Winkelabstand von 0″,16 (entsprechend rund 2,5 AE) aufzulösen. Die Komponenten wurden grob den Spektralklassen L6 und T2 zugeordnet, die Umlaufperiode des Systems auf etwa 15 bis 20 Jahre geschätzt.